# Monhystrium wilsoni
Monhystrium wilsoni är en rundmaskart som först beskrevs av Bayliss 1915.  Monhystrium wilsoni ingår i släktet Monhystrium och familjen Monhysteridae. Inga underarter finns listade i Catalogue of Life.